# Bataille de Malam Fatori (2014)
Pour les articles homonymes, voir Bataille de Malam Fatori.
Insurrection de Boko Haram
La première bataille de Malam Fatori a lieu du 5 au 8 novembre 2014 pendant l'insurrection de Boko Haram.

## Déroulement
La nuit du 5 au 6 novembre 2014, la ville de Malam Fatori, dans l'État de Borno, est attaquée par les djihadistes de Boko Haram. Les combats durent trois jours, les islamistes remportent la victoire et s'emparent de la ville,. 
Selon le sénateur Maina Maaji Lawan, des soldats tchadiens et nigériens du détachement de la Force multinationale ouest-africaine auraient également pris part aux combats.
L'attaque provoque la fuite de milliers d'habitants qui traversent la Komadougou Yobé afin de trouver refuge dans le Niger voisin. La plupart des civils gagnent la ville nigérienne de Bosso, située à seulement deux kilomètres des lieux des combats,.
Les soldats nigérians trouvent également refuge au Niger. 315 soldats, dont 13 blessés, traversent la frontière et sont évacués vers Diffa, après être passés par Bosso. Ils sont rapidement rapatriés au Nigeria,.
Les combats ont fait plusieurs dizaines de morts et au moins une trentaine de blessés,. D'après le sénateur Maina Maaji Lawan, le bilan était de 21 morts le 6 novembre du côté des civils, des habitants évoquent quant à eux au moins 16 civils tués ainsi que plusieurs dizaines de combattants islamistes,.